# Judith Rosmair

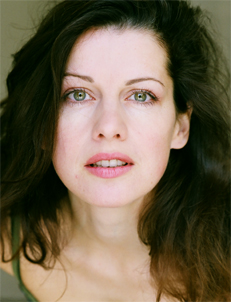
Judith Rosmair (2009)

Judith Rosmair (* 1967 in Ergolding) ist eine deutsche Schauspielerin.

## Leben
Rosmair wuchs mit neun Geschwistern bei München auf und absolvierte während der Schulzeit eine Musik- und Tanzausbildung. Nach dem Abitur studierte sie Schauspiel an der Hochschule für Musik und Theater Hamburg und Tanz in New York. Sie lebt heute in Berlin und arbeitet seit 2012 frei für Theater, Film, Funk und Fernsehen.
Judith Rosmair war Ensemblemitglied am Schauspielhaus Bochum, beim Thalia Theater Hamburg und der Schaubühne am Lehniner Platz in Berlin sowie Protagonistin in Arbeiten der Regisseure und Regisseurinnen Wajdi Mouawad, Torsten Fischer, Helene Hegemann, Angela Richter, Falk Richter, Anouk van Dijk, Dimiter Gotscheff, Nicolas Stemann, Martin Kušej, Ivo van Hove, Thomas Ostermeier, Stephan Kimmig, Patrick Wengenroth, Gesine Danckwart, Jorinde Dröse, Jürgen Gosch, Jürgen Kruse, Leander Haußmann, Werner Schroeter, Frank Castorf, Frank-Patrick Steckel, Tedy Moskow, Isabel Osthues, Niklaus Helbling, Franz Wittenbrink und Wilfried Minks. Sie arbeitet seit 2012 frei und gastiert zudem auf internationalen Theaterfestivals. Judith Rosmair lebt in Berlin.

## Performances
- 2009: Frühstück bei Tiffany von Truman Capote (Regie: Judith Rosmair) (Schaubühne Berlin)
- 2011: Be me[4] (mit Dick Wong) HKW Berlin
- 2011: Tanz mit mirvon Judith Rosmair.[5]
- 2015: CURTAIN CALL! von Judith Rosmair. Sophiensaele Berlin.
- 2021: BYE BYE BÜHNE von Judith Rosmair und Theo Eshetu, 360*-VR-Video, Live Performance, Kunstfest Weimar
- 2022: Ein Zimmer für sich allein von Virginia Woolf. Fassung & Regie: Judith Rosmair, Theater am Rand
- 2022: Animate von Chris Salter. AR-Performance, Kunstfest Weimar

## Hörspiel (Auswahl)
- 2012: Gesine Danckwart/Fabian Kühlein: Chez Icke(RBB)
- 2012: Urs Widmer: Das Ende vom Geld – Regie: Ulrich Lampen (HR)
- 2013: Tim Price: Ein einziges Mal – Regie: Ulrich Lampen
- 2013: Dietmar Dath/Thomas Weber: Larissa
- 2013: Jakob Arjouni: Bruder Kemal Bearbeitung und Regie: Alexander Schuhmacher – (NDR)
- 2013: E. M. Cioran: Vom Nachteil, geboren zu sein – Regie: Kai Grehn (SWR)
- 2013: petschinka: Chatroomdreams – Komposition und Regie: petschinka (SRF)
- 2014: Uwe Dierksen/Matthias Göritz: Irres Licht – Komposition und Realisation: Uwe Dierksen (SWR)
- 2014: Friedemann Schulz – Dancing Queen für den ARD Radio Tatort (hr)
- 2019: Dominique Manotti: Ausbruch – Regie: Ulrich Lampen (SWR)
- 2019: Henry James: Die Europäer – Regie: Irene Schuck (MDR)
- 2020: Georges Simenon: Das blaue Zimmer – Regie: Irene Schuck (NDR)
- 2020: Gesine Danckwart/Fabian Kühlein: Echt? The blonde project (RBB)
- 2020: Susanne Amatosero: Bowguard (DLF Kultur)
- 2020: Judith Rosmair und Uwe Dierksen: CURTAIN CALL! (HR)
- 2021: Theresia Walser und Judith Rosmair: Endlose Aussicht (HR)
- 2021: Dror Mishani: Drei – Regie: Irene Schuck (DLF Kultur)
- 2022: Chris Salter: Animate (DLF Kultur)
- 2022: Georges Simenon: November (Mutter) – Regie: Irene Schuck (NDR)

## Theater (Auswahl)
Schauspielhaus Bochum

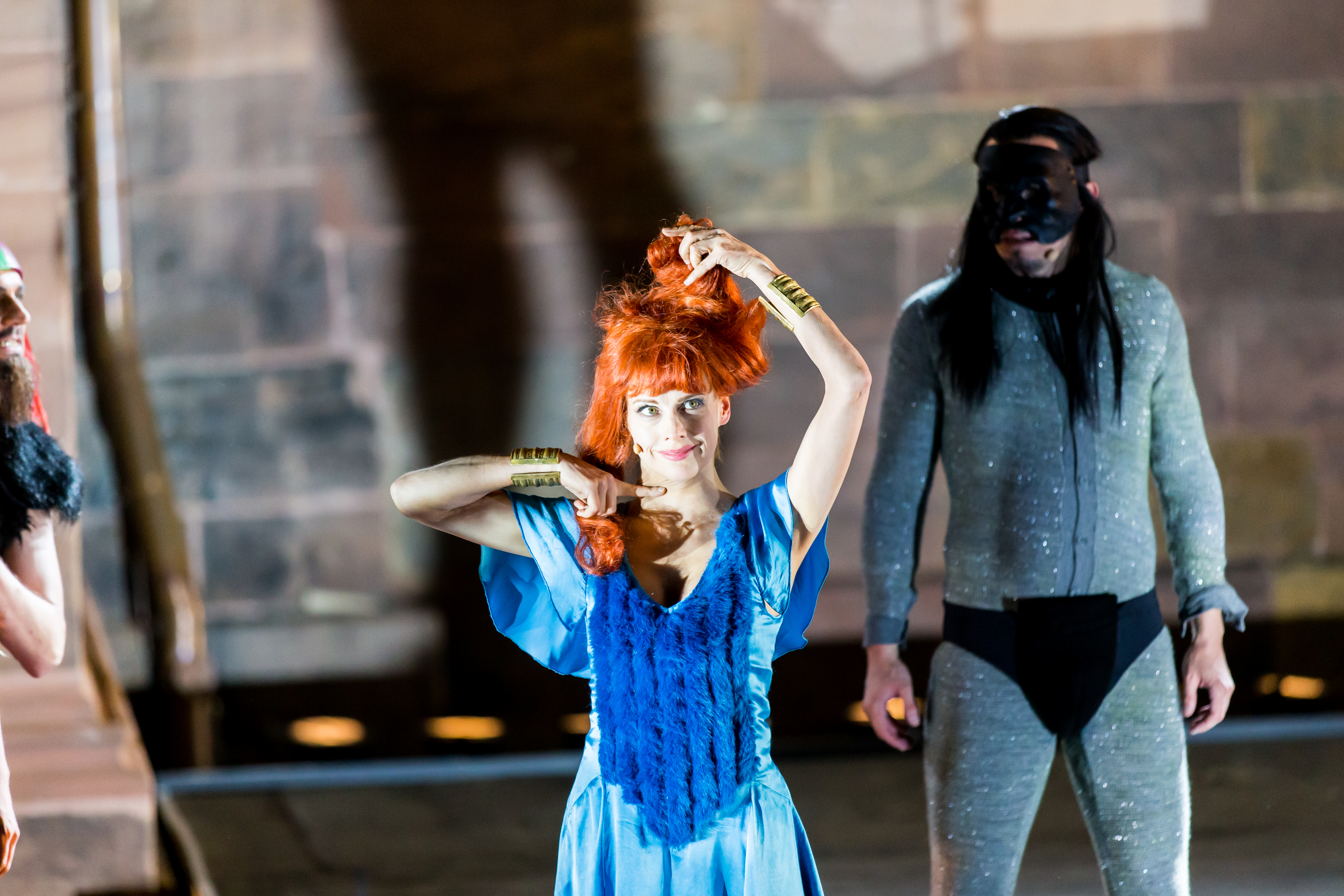
Judith Rosmair als „Kriemhild“ bei den Nibelungenfestspielen in Worms 2015

- 1992: Lieschen in Die Wupper von Else Lasker-Schüler (Regie: Frank-Patrick Steckel)
- 1993: Cressida in Troilus und Cressida von William Shakespeare (Regie: Frank-Patrick Steckel)
- 1994: La maman et la putain von Jean Eustace (Regie: Jürgen Gosch)
- 1995: Charis in Amphitryon von Heinrich von Kleist (Regie:Dimiter Gotscheff)
- 1996: Ismene in Antigone von Sophokles (Regie: Leander Haussmann)
- 1996: Luise in Kabale und Liebe von Friedrich Schiller (Regie: Jürgen Kruse)
- 1996: Fanchon in Der Marquis de Sade (Regie: Frank Castorf)
- 1998: Klara in Maria Magdalena von Friedrich Hebbel (Regie: Jürgen Kruse)
- 1998: Gretchen in Urfaust von Johann Wolfgang Goethe (Regie: Jürgen Kruse)
- 1998: Spiegelkind in Windsbraut von Slobodan Snajder (Regie: Werner Schroeter)
- 1999: Honey in Wer hat Angst vor Virginia Woolf? von Edward Albee (Regie: Jürgen Kruse)
- 1999: Martha in Das Missverständnis von Albert Camus (Regie: Jürgen Kruse)
- 1999: Ariel in Der Sturm von William Shakespeare (Regie: Jürgen Kruse)
- 2000: Lara Croft in Klassen Feind von Nigel Williams (Regie: Jürgen Kruse)

Thalia Theater Hamburg
- 2000: Ophelia in Hamlet von William Shakespeare (Regie: Jürgen Kruse)
- 2000: Suki in Celebration von Harold Pinter (Regie: Stephan Kimmig)
- 2001: Abbie in Desire von Eugene O’Neill (Regie: Jürgen Kruse)
- 2002: Queen Isabella in Edward II von Christopher Marlowe (Regie: Martin Kušej)
- 2002: Brünhild in Moritz Rinkes Die Nibelungen (Regie: Dieter Wedel, Nibelungenfestspiele Worms)
- 2003: Roxane in Cyrano (Regie: Tedy Moskow)
- 2004: Die ist kein Liebeslied von Karen Duve (Regie: Jorinde Dröse)
- 2005: Franziska in Minna von Barnhelm von Gotthold Ephraim Lessing (Regie: Niklaus Helbling)
- 2005: Das wird schon von Sibylle Berg (Regie: Isabel Osthues)
- 2006: Dorine in Tartuffe von Molière (Regie: Dimiter Gotscheff)
- 2006: Gudrun Ensslin in Ulrike Maria Stuart von Elfriede Jelinek (Regie: Nicolas Stemann)
- 2007: Kismet in Vatertag (Regie: Franz Wittenbrink)

Schaubühne am Lehniner Platz Berlin
- 2008: Susan in Der Schnitt von Mark Ravenhill (Regie: Thomas Ostermeier)
- 2008: Ophelia und Gertrud in Hamlet von William Shakespeare (Regie: Thomas Ostermeier)
- 2008: Lady Milford in Kabale und Liebe von Friedrich Schiller (Regie: Falk Richter)
- 2009: Frühstück bei Tiffany von Truman Capote (Regie: Judith Rosmair)
- 2009: Trust von Falk Richter (Regie: Falk Richter und Anouk van Dijk)
- 2010: Protect me von Falk Richter (Regie: Falk Richter und Anouk van Dijk)
- 2010: Célimène in Der Menschenfeind von Molière (Regie: Ivo van Hove)

Freie Arbeit ab 2012
- 2012: Büchner von Falk Richter (Düsseldorfer Schauspielhaus, Regie: Falk Richter)
- 2012: Wastwater von Simon Stephens (Schauspiel Köln, Regie: Dieter Giesing)
- 2013: Kippenberger! Ein Exzess des Moments (Schauspiel Köln, Regie: Angela Richter)
- 2013: Musik nach Frank Wedekind (Oper Köln, Text und Regie: Helene Hegemann, Komposition: Michael Langemann)
- 2014: Waisen von Dennis Kelly. Regie: Wilfried Minks. Mit Judith Rosmair, Uwe Bohm, Johann von Bülow. Deutsche Erstaufführung 26. Februar 2014 St. Pauli Theater Hamburg
- 2014: Wir lieben und wissen nichts von Moritz Rinke. Regie: Torsten Fischer. Renaissance-Theater Berlin
- 2014: Ich bin wie ihr, ich liebe Äpfel von Theresia Walser. Regie: Tina Engel. Uraufführung 4. Oktober 2014, Renaissance-Theater Berlin
- 2014: Constellations von Nick Payne. Regie: Wilfried Minks. Mit Judith Rosmair und Johann von Bülow. Deutsche Erstaufführung 24. November 2014 St. Pauli Theater Hamburg
- 2015: CURTAIN CALL! von Judith Rosmair. Mit Judith Rosmair und dem Posaunisten Uwe Dierksen (Ensemble Modern); Sophiensäle Berlin, Regie: Johannes von Matuschka.
- 2015: Supernerds von Angela Richter. Uraufführung 28. Mai 2015, Schauspiel Köln.
- 2015: Kriemhild in Gemetzel von Albert Ostermaier. Uraufführung 31. Juli 2015, Nibelungenfestspiele Worms.
- 2016: Bella Figura von Yasmina Reza (deutsch von Thomas Ostermeier und Florian Borchmeyer). Regie: Ulrich Waller, St. Pauli Theater Hamburg
- 2016: Silk Road von Angela Richter. Regie Angela Richter, Schauspiel Köln
- 2016: King Arthur von Torsten Fischer (Musik von Henry Purcell, Libretto nach John Dryden). Regie Torsten Fischer, Staatstheater am Gärtnerplatz
- 2017: Willkommen von Lutz Hübner und Sarah Nemitz. Regie Torsten Fischer, Renaissance-Theater Berlin
- 2017: Wunschkinder von Lutz Hübner und Sarah Nemitz. Regie Torsten Fischer, Renaissance-Theater Berlin
- 2017–2022: Tous des Oiseaux von Wajdi Moawad. Regie: Wajdi Moawad, Theatre National de La Colline, Paris, Tournee Frankreich, Canada, Israel, Schweiz
- 2018 Gott des Gemetzels von Yasmina Reza, Regie: Torsten Fischer, Josephstadttheater, Wien, Österreich
- 2019 Bungalow von Helene Hegemann. Regie Simon Solberg, Düsseldorfer Schauspielhaus
- 2020 Endlose Aussicht von Theresia Walser. Regie: Judith Rosmair & Theresia Walser, Kunstfest Weimar, Konzertdirektion Landgraf
- 2020 Fräulein Julie von August Strindberg. Regie: Torsten Fischer, Renaissance-Theater Berlin, Konzertdirektion Landgraf
- 2021 BYE BYE BÜHNE von Judith Rosmair & Theo Eshetu, 360*-VR-Video & Live Performance, Kunstfest Weimar
- 2021 Amazing Family von Torsten Fischer / Herbert Schäfer. Regie: Torsten Fischer, Renaissance-Theater Berlin
- 2022 Traumtexte von Heiner Müller. Regie: Akin Isletme, Tafelhalle Nürnberg
- 2022 Ein Zimmer für sich allein von Virginia Woolf. Fassung & Regie: Judith Rosmair, Theater am Rand
- 2022 Animate von Chris Salter. AR-Performance, Kunstfest Weimar

Hamburger Kammerspiele
- 2024 Fräulein Julie von August Strindberg

## Filmografie (Auswahl)
- 1988: Nichts geht mehr (Regie: Martin Gies)
- 1992: Liebesreise (Regie: Sylvia Hoffman)
- 2002: Die Nibelungen
- 2006: Donna Roma (Fernsehserie, 4 Folgen)
- 2006: Bella Block: Mord unterm Kreuz (Fernsehreihe)
- 2006: Großstadtrevier (Fernsehserie, Folge Spiel mit der Angst)
- 2006: Doppelter Einsatz (Fernsehserie, Folge Seitensprung in den Tod)
- 2007: Tatort: Macht der Angst (Fernsehreihe)
- 2008: Im Gehege (Regie: Kai Wessel)
- 2009: Frühlings Erwachen (Regie: Nuran David Çalış)
- 2010: Rosannas Tochter (Regie: Franziska Buch)
- 2011: Ausgerechnet Sex!
- 2012: DeAD (Kino, Regie: Sven Halfar)
- 2012: Unter anderen Umständen: Spiel mit dem Feuer (Fernsehreihe)
- 2013: Das kleine Gespenst
- 2013: Paul Kemp – Alles kein Problem (Fernsehserie, 13 Folgen)
- 2013: Ein weites Herz – Schicksalsjahre einer deutschen Familie
- 2014: Mona kriegt ein Baby
- 2014: Stubbe – Von Fall zu Fall: Der König ist tot (Fernsehreihe)
- 2014: Polizeiruf 110: Eine mörderische Idee (Fernsehreihe)
- 2015: Mein Sohn Helen
- 2015: Letzte Spur Berlin (Fernsehserie, 2 Folgen)
- 2017: Inspektor Jury spielt Katz und Maus (Fernsehreihe)
- 2017: Vadder, Kutter, Sohn
- 2017: München Mord: Auf der Straße, nachts, allein (Fernsehreihe)
- 2020: Das Geheimnis der Freiheit
- 2020: In aller Freundschaft (Fernsehserie, Folge Pflicht und Kür)
- 2020: Um Himmels Willen (Fernsehserie, Folge Spieglein, Spieglein...)
- 2021: Tatort: Macht der Familie
- 2021: Der Alte (Fernsehserie, Folge Zeugen der Anklage)

## Auszeichnungen
- 1991: Beste Schauspielerin, Diplomstück der Hochschule für Musik und Theater Hamburg
- 2007: Schauspielerin des Jahres, ausgewählt von der Jury der Fachzeitschrift Theater heute